# Siegfried Rappenecker
Siegfried Rappenecker (* 16. November 1962 in Seelbach) ist ein deutscher Musiker, Dirigent und Geschäftsführer des Musikverlages Golden Wind.

## Leben
Siegfried Rappenecker begann mit 17 Jahren sein Orchester-Musikstudium an der Staatlichen Hochschule für Musik in Karlsruhe, das er 1987 erfolgreich in den Fächern Trompete, Klavier, Kammermusik und Orchestermusik abschloss. Bereits während seiner Zeit als Student unterrichtete er ab 1980 Schüler, leitete Blasorchester als Dirigent und war von 1984 bis 1986 im Badischen Staatstheater Karlsruhe als Aushilfstrompeter engagiert. Während seines Wehrdienstes von 1983 bis 1984 war er als 1. Trompeter Mitglied des Heeres-Musikkorps 5 in Koblenz.
Bei Musikern und Dirigenten wie Bo Nielson, Edward H. Tarr, Otto Sautter, Felix Hauswirth, Josef Suilen, Pavel Staněk und Jochen Wehner absolvierte er mehrere Seminare. Nachdem er von 1987 bis 1993 zunächst fest an der Musikschule Offenburg angestellt war, begann er als selbstständiger Lehrer zu arbeiten. Von 1990 bis 1993 war er Verbandsdirigent im BV Ortenau, gründet und leitete 1996 als Verbandsdirigent das sinfonische Verbands Blasorchester Kinzigtal, das sich 1999 in das Projektorchester 'ZEWO – Musik der Zeit' umbenannte und leitete vier weitere Orchester. Bei der Mid Europe in Schladming wurden bei einem Galakonzert mit dem Weltjugendorchester zwei Werke von Rappenecker uraufgeführt. Durch Projekt-Konzerte und seine Tätigkeit als Dirigent ist er immer wieder in engem Kontakt mit zeitgenössischen Komponisten wie Bert Appermont, Peter Kleine Schaars, Rolf Rudin, Pavel Stanek, Siegfried Rundel, Kurt Gäble und Markus Götz. Rappenecker fungiert bei Gold-Lehrgängen als Leiter und bei Dirigenten Weiterbildungen als Dozent. Des Weiteren engagiert er sich in der Jugendarbeit, was sich neben der Gründung und Leitung mehrerer Jugendorchester auch darin zeigt, dass er 2001 zum Vorsitzenden der Bläserjugend des BDB wird und dieses Amt für fast 10 Jahre ausführt, ehe er 2010 für zwei Jahre zum Bundesmusikdirektor gewählt wurde.
Mit der Miliz- und Trachtenkapelle Oberharmersbach konnte er bei den Weltmusik-Festspielen World Music Contest in Kerkrade 1993, 2005, 2009 und 2017 viermal Gold erreichen und beendete Ende 2018 nach 30 Jahren die Tätigkeit als Dirigent.
2013 wurde Siegfried Rappenecker bei der OBV-Hauptversammlung zum neuen Dirigenten des Sinfonischen Blasorchesters Freiburg ernannt und gab sein erstes Konzert am 10. November 2013 mit dem Gastdirigenten Franco Cesarini an. 2014 dirigierte er es zusammen mit dem Gastdirigenten José Alberto Pina.
Von 2014 bis 2017 belegte er das professionelle Studium „Metafoor – Leitung von Blasorchestern“ bei Alex Schillings und Rob Goorhuis. Im Januar 2018 erhielt er sein Diplom und dirigierte beim Abschlussprüfungskonzert das Musikkorps der Bundeswehr, das er mit der Note summe cum laude bestand.
Als Geschäftsführer der Golden Wind GmbH bietet er gemeinsam mit seiner Frau auf der Plattform BlasmusiX einen Online-Notenshop sowie ein Kleinanzeigen-Portal mit optimalem Service im Bereich Blasorchester an.
Als Dirigent leitet er die Stadtmusik Elzach. Von 2018 bis 2023 war er Dirigent des Verbandsjugendorchesters Germersheim.

## Auszeichnungen
- 2021: Ehrennadel des Landes Baden-Württemberg[10]